# Abu Talha, Syria
Abu Talha (tiếng Ả Rập: ابو طلحة; cũng đánh vần Abou Talha) là một ngôi làng ở phía tây bắc Syria, một phần hành chính của Tỉnh Idlib, nằm ở phía tây bắc Idlib gần biên giới với Thổ Nhĩ Kỳ. Các địa phương gần đó bao gồm Azmarin ở phía nam, Armanaz ở phía đông, Salqin ở phía bắc và Dalbiyah ở phía tây bắc. Theo Cục Thống kê Trung ương Syria, Abu Talha có dân số 1.087 người trong cuộc điều tra dân số năm 2004.